# Nasze Miasto

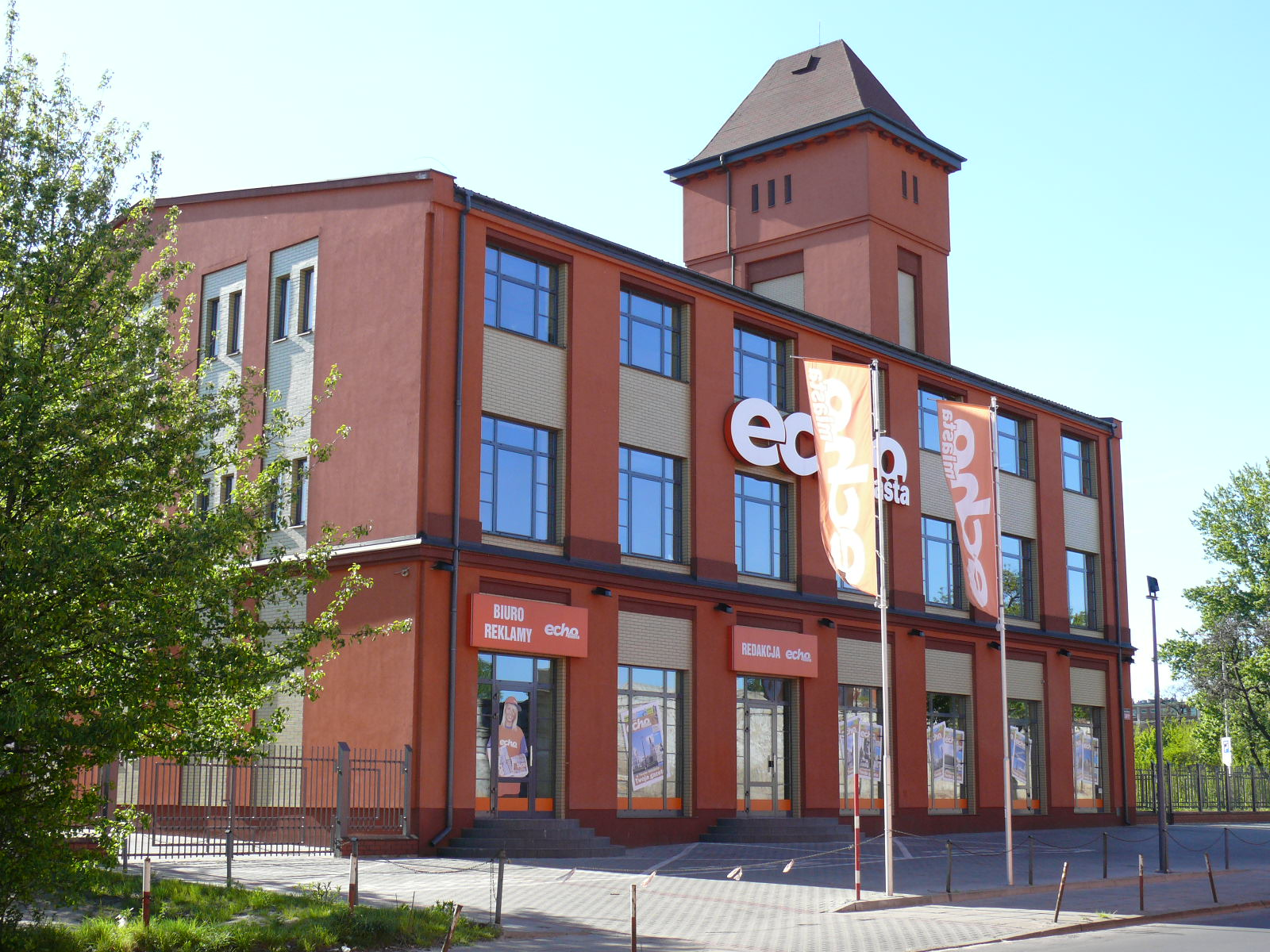
Łódzka redakcja „Echa Miasta” do 2009 roku

Nasze Miasto (wcześniej Echo Miasta) – bezpłatna gazeta polska, wydawana od czerwca 2005, ukazująca się w poniedziałki i czwartki. Większość nakładu gazety jest rozprowadzana w godzinach przedpołudniowych kierowcom w miejscach o najwyższym natężeniu ruchu (na skrzyżowaniach) oraz przechodniom (w okolicach dworców, przystanków komunikacji miejskiej itp.). Pozostała część nakładu rozkładana jest na stojakach umieszczanych w miejscach użyteczności publicznej (biura, urzędy, restauracje itp.). Wydanie czwartkowe, w związku z większym nakładem w stosunku do wydania poniedziałkowego, dystrybuowane jest już w środowe popołudnia.
Nasze Miasto porusza sprawy lokalne, ważne dla mieszkańców poszczególnych miast, pozostawiając w cieniu sprawy ogólnopolskie. Gazeta wydawana jest dwa razy w tygodniu. W poniedziałki ukazuje się w 7 miastach Polski: Warszawie, Katowicach, Trójmieście, Wrocławiu, Krakowie, Poznaniu i Łodzi, a w czwartki w 19 miastach: Katowicach, Białymstoku, Kielcach, Koszalinie, Krakowie, Gorzowie Wielkopolskim, Lublinie, Łodzi, Opolu, Poznaniu, Radomiu, Rzeszowie, Słupsku, Szczecinie, Toruniu, Trójmieście, Warszawie, Wrocławiu i Zielonej Górze.
Na początku wydawcą gazety była łódzka spółka Media4mat, której większościowym udziałowcem była Grupa Wydawnicza Polskapresse. Od 10 grudnia 2009 wydawcą Naszego Miasta (wcześniej Echo Miasta) jest Polska Press.
17 września 2012 roku gazeta Echo Miasta przeszła rebranding i tym samym tytuł zmienił nazwę na Nasze Miasto. Całkowitym zmianom uległy logo, kolorystyka, makieta oraz layout. Autorem nowej szaty graficznej jest Tomasz Bocheński.

## Serwis naszemiasto.pl
Jak podaje wydawca gazety, jest ona silnie powiązana z serwisem internetowym naszemiasto.pl, który zaczął być dostępny w marcu 2000 r. Serwis ten tworzy sieć miejskich serwisów informacyjnych. Zawiera wiadomości lokalne ok. 500 miast z 16 regionów Polski. W serwisie znajdują się też bazy danych miast i okolic, w tym m.in. baza firm, lokali gastronomicznych i urzędów. Wydawca czasopisma jednocześnie zastrzega, że publikowany serwis naszemiasto.pl nie jest internetową wersją dziennika – posiada odrębny layout i charakter przekazu. Od 22 września 2017 roku na serwis internetowy przekierowuje adres URL społecznościowego serwisu informacyjnego wiadomości24.pl.